# Никола Жигић
Никола Жигић (Бачка Топола, 25. септембар 1980) је бивши српски фудбалер. Као нападач играо је и за репрезентацију Србије. Са висином од 2,02 m био је један од највиших фудбалера света. Одиграо је педесет седам утакмица за репрезентацију и постигао двадесет голова.

## Клупска каријера
Каријеру је почео у млађим категоријама ФК Криваја из Криваје (Бачка Топола) после је прешао у  АИК-а из Бачке Тополе. На 76 лигашких утакмица постигао је 68 голова у периоду од 1998. до 2001. године. У сезони 1999/00. на 28 утакмица постигао је 28 голова, а сезону касније 30 погодака у 30 сусрета.
Наступао је и за Морнар из Бара у сезони 2001/02, када је на 23 меча 15 пута погађао мрежу. Кратко је носио дрес Колубаре из Лазаревца 2002. године (осам мечева, три поготка). Као члан Звезде наступао је за Спартак из Суботице на позајмици, где у другом делу сезоне 2002/03. на 11 утакмица постиже чак 14 голова.

### Црвена звезда
Повратком Славољуба Муслина у Црвену звезду, Жигић се наметнуо на летњим припремама у Словенији 2003. године. У том тренутку био је потпуно анониман за ширу фудбалску јавност, а издвајао се висином од чак 202 cm, што је атипично за нападача. Био је међу највишим играчима на свету. Он је у припремном мечу против Муре постигне сва четири гола у тријумфу од 4:0. Постао је први нападач Звезде. У Купу УЕФА је постигао три гола против Ниструа (5:0), два против Одензеа (2:2) у првом мечу и један у реваншу (4:3). Са шест голова у пет мечева био је први стрелац клуба у Купу УЕФА. У шампионату је више пута давао голове, три пута против Будућности из Банатског Двора (4:0), два пута у 121. вечитом дербију против Партизана (3:0), опонашавши притом кошаркашки скок-шут. Против Сутјеске је био стрелац победоносног гола (1:0), а са два поготка је донео победу клубу над Војводином (2 : 0).
Проглашен је за најбољег играча лиге 2003. године у традиционалној анкети Вечерњих новости. После 13 голова у првенству на полусезони и шест у Европи, многи су његов учинак упоређивали са голгетерским умећем Дарка Панчева, а Жигић је у наставку сезоне против Зете постигао сва четири поготка у тријумфу од 4:0. Доласком Марка Пантелића у зимском прелазном року добио је подршку у нападу и у наредном периоду Жигић и Пантелић су чинили играчки ефектан тандем. Жигић је сезону завршио као најбољи стрелац лиге са 18 голова, постигао је и победоносни погодак у финалу Купа против Будућности из Банатског Двора (1 : 0). Црвено-бели су вратили титулу после две године, освојили дуплу круну. У сезони 2003/04. одиграо је 36 утакмица у свим такмичењима и са 26 голова био први стрелац тима. За мање од једне године прешао је пут од непознатог играча до репрезентативца Србије и Црне Горе.
Наставио је да постиже голове, па је два пута матирао чувара мреже Јанг Бојса (2:2) у првом мечу квалификација за Лигу шампиона и један у реваншу (3:0), а пред реванш одлучујућег сусрета за пласман у групну фазу против ПСВ-а се повредио, па није играо у дебаклу од 0:5 у Ајндховену. Касније је у домаћем шампионату био сјајан у тандему са Пантелићем, који је био први, а Жигић четврти стрелац лиге са 15 голова. Три поготка је постигао против Обилића (4:1), а по два против Железника (5:3), Војводине (3:0) и Чукаричког (5:0). Ипак, екипа није стигла до титуле, иако је освојила исти број бодова као сезону раније. Жигић је на 33 такмичарске утакмице постигао укупно 20 голова, четири мање од првог стрелца екипе Марка Пантелића. Проглашен је и за најбољег спортисту СД Црвена звезда 2005. године.
Жигић и Пантелић су постигли више голова у утакмици против Интера из Запрешића у квалификацијама за Куп УЕФА 2005. године. Жигић је у првом мечу постигао два гола на гостовању у победи од 3 : 1, а у београдском реваншу је постигао један гол (4 : 0). Касније је у групној фази допринео победи над Ромом (3 : 0) на Маракани са два гола, од којих је један био ударац са велике удаљености. Тај гол се тада прикативао на телевизијима као један од најлепших у овом европском такмичењу. Црвено-бели су под вођством Валтера Зенге освојили шампионску титулу са рекордном разликом у односу на Партизан. Жигић је по други пут проглашен за најбољег играча лиге у анкети Вечерњих новости, а са 12 голова је уз Бошка Јанковића. На крају је и са два гола допринео путу Звезде и до Куп трофеја у финалу против ОФК Београда (4:2) после продужетака. Те сезоне је на 33 меча у свим такмичењима постигао 20 голова и још једном био најефикаснији фудбалер Црвене звезде.
Почео је и сезону 2006/07. у Звезди, али тим није успео да елиминише екипу Милана у квалификацијама за Лигу шампиона. Милан је касније и освојио елитно такмичење, а УЕФА их није избацила због намештања резултата у Серији А. Жигић је на седам мечева у свим такмичењима постигао четири гола, а затим је у финишу летњег прелазног рока прешао у Расинг из Сантандера.

### Шпанија
Као играч Расинга је у шампионату Шпаније 2006/07. на 32 меча постигао 11 голова. Играо је у тандему са Педром Мунитисом. Жигић је против Атлетика из Билбаа 1. априла 2007. постигао три гола у победи од 5 : 4. Каријеру је наставио у Валенсији, али је углавном улазио са клупе, осим у неким мечевима у Купу и у европским такмичењима. На 52 меча постигао је 17 голова и освојио Куп Шпаније 2008. године, да би у другом делу сезоне 2008/09. на позајмици у Расингу одлично одиграо, и у 19 сусрета у Примери, 13 пута постигао голове.

### Бермингам
Наредних пет сезона играо је за енглески клуб Бермингам, где је од 2010. до 2015. на 159 утакмица у свим такмичењима постигао 36 голова. Освојио је и Лига куп 2011. године, када је у финалу против Арсенала постигао гол и асистирао код одлучујућег поготка, али је клуб те сезоне испао у други ранг такмичења (популарни Чемпионшип). Најефикаснији је у Бермингаму био у сезони 2011/12, када је на 36 мечева постигао 12 голова.

## Репрезентација
За репрезентацију је одиграо 57 утакмица и постигао 20 голова. Дебитовао је 31. марта 2004. против Норвешке (0:1) у Београду. Учествовао је на два Светска првенства. Први пут у Немачкој 2006. године, када је у два одиграна меча постигао гол против Обале Слоноваче (2:3), а други пут у Јужној Африци 2010. године, где је одиграо сва три сусрета, али у оба случаја национални тим није прошао групну фазу такмичења. Последњи пут је у дресу Србије наступио 15. новембра 2011. године против Хондураса (0:2).

### Голови за репрезентацију
| #   | Датум              | Место                  | Противник       | Гол | Резултат | Такмичење                                 |
| --- | ------------------ | ---------------------- | --------------- | --- | -------- | ----------------------------------------- |
| 1.  | 8. јун 2005.       | Торонто, Канада        | Италија         | 1-0 | 1-1      | Пријатељска                               |
| 2.  | 15. август 2005.   | Кијев, Украјина        | Пољска          | 1:1 | 2:3      | Пријатељска                               |
| 3.  | 13. новембар 2005. | Нанјинг, Кина          | Кина            | 2:0 | 2:0      | Пријатељска                               |
| 4.  | 21. јун 2006.      | Минхен, Немачка        | Обала Слоноваче | 1:0 | 2:3      | Светско првенство 2006.                   |
| 5.  | 2. септембар 2006. | Београд, Србија        | Азербејџан      | 1:0 | 1:0      | Квалификације за Европско првенство 2008. |
| 6.  | 7. октобар 2006.   | Београд, Србија        | Белгија         | 1:0 | 1:0      | Квалификације за Европско првенство 2008. |
| 7.  | 11. октобар 2006.  | Београд, Србија        | Јерменија       | 3:0 | 3:0      | Квалификације за Европско првенство 2008. |
| 8.  | 24. март 2007.     | Алмати, Казахстан      | Казахстан       | 1:2 | 1:2      | Квалификације за Европско првенство 2008. |
| 9.  | 17. октобар 2007.  | Баку, Азербејџан       | Азербејџан      | 2:0 | 6:1      | Квалификације за Европско првенство 2008. |
| 10. | 17. октобар 2007.  | Баку, Азербејџан       | Азербејџан      | 4:1 | 6:1      | Квалификације за Европско првенство 2008. |
| 11. | 21. новембар 2007. | Београд, Србија        | Пољска          | 1:2 | 2:2      | Квалификације за Европско првенство 2008. |
| 12. | 6. септембар 2008. | Београд, Србија        | Фарска Острва   | 2:0 | 2:0      | Квалификације за Светско првенство 2010.  |
| 13. | 11. октобар 2008.  | Београд, Србија        | Литванија       | 3:0 | 3:0      | Квалификације за Светско првенство 2010.  |
| 14. | 1. април 2009.     | Београд, Србија        | Шведска         | 1:0 | 2:0      | Пријатељска                               |
| 15. | 10. октобар 2009.  | Београд, Србија        | Румунија        | 1:0 | 5:0      | Квалификације за Светско првенство 2010.  |
| 16. | 18. новембар 2009. | Лондон, Енглеска       | Јужна Кореја    | 1:0 | 1:0      | Пријатељска                               |
| 17. | 3. септембар 2010. | Торшавн, Фарска Острва | Фарска Острва   | 3:0 | 3:0      | Квалификације за Европско првенство 2012. |
| 18. | 7. септембар 2010. | Београд, Србија        | Словенија       | 1:1 | 1:1      | Квалификације за Европско првенство 2012. |
| 19. | 8. октобар 2010.   | Београд, Србија        | Естонија        | 1:0 | 1:3      | Квалификације за Европско првенство 2012. |
| 20. | 17. новембар 2010. | Софија, Бугарска       | Бугарска        | 1:0 | 1:0      | Пријатељска                               |

## Успеси

### Клупски
Црвена звезда
- Прва лига Србије и Црне Горе (2): 2003/04, 2005/06.
- Куп Србије и Црне Горе (2): 2004, 2006.

Валенсија
- Куп Шпаније (1): 2007.

Бермингам
- Енглески Лига куп (1): 2011.

### Индивидуални
- Најбољи стрелац Прве лиге Србије и Црне Горе (1): 2003/04.
- Српски фудбалер године (2): 2003, 2007.
- Најбољи спортиста СД Црвена звезда (1): 2005.
- Фудбалер године у избору Вечерњих новости (2): 2003, 2005.